# Boagrius incisus
Boagrius incisus är en spindelart som beskrevs av Albert Tullgren 1910. Boagrius incisus ingår i släktet Boagrius och familjen Palpimanidae.
Artens utbredningsområde är Tanzania. Inga underarter finns listade.